# 크로아티아의 행정 구역
다음은 크로아티아의 행정 구역에 관한 서술이다.

## 직할시
자그레브가 해당한다.

## 같이 보기
- 크로아티아의 주